# 安陇富
安隴富（？—1462年），彜族名納知隴鋪（lu33 tʂɤ55 lu33 pʰu55），第72任水西土司。
安隴富是黔西四方井濶坡土目與奢氏所生的兒子，奢氏的姐姐奢志是水西土司安聚（裸至之妻）。安聚死後，因無子，奢志遂以隴富為養子，讓其繼承土司之位。
正統七年（1442年）正月，奢志帶著隴富，親自前往明朝覲見。正統十四年，安隴富母子獲賜敕書，嘉獎其調兵保境之功。天順三年（1459年），東苗之亂，富不時出兵，聞朝廷有意督之，乃進馬謝罪，賜敕警之。
天順六年去世，由安觀繼位。
根據《水西安氏本末》記載，安隴富跟隨母親去明廷朝見時，明英宗問其姓氏，回答稱無姓；又問原籍何地，答稱「安西」，於是明英宗賜給隴富姓「安」。此後，水西土司都以「安」為姓。明朝令隴富襲貴州宣慰使之職。然而，《明實錄》自安的一代開始就出現安姓的記載，此說法可能不實。